# Pēteris Vasks
Pēteris Vasks (Aizpute, 16 aprile 1946) è un compositore lettone.
Vasks è nato ad Aizpute, Lettonia, nella famiglia di un pastore battista. Studia violino nell'Accademia Lettone di Musica Jazeps Vitols, e contrabbasso con Vitautas Sereikaan nell'Accademia Lettone di Musica e Teatro; suona in alcune orchestre lettoni, prima di entrare nel Conservatorio di Stato a Vilnius, nella confinante Lituania, per studiare composizione con Valentin Utkin, dal momento che in Lettonia gli era stato proibito a causa della politica repressiva dell'Unione Sovietica nei confronti dei battisti. 
Acquisisce notorietà fuori dalla Lettonia negli anni '90, quando Gidon Kremer inizia a sponsorizzarne le opere; attualmente, è uno dei più influenti ed apprezzati compositori in Europa.
Agli inizi, lo stile di Vasks si ispirava in maniera rilevante agli esperimenti aleatori di Witold Lutosławski, Krzysztof Penderecki e George Crumb. 
In seguito, Vasks include nelle sue opere elementi tratti dalla musica tradizionale lettone; ne è un esempio il suo Concerto per corno inglese (1989). Nella sua musica Vasks si serve dell'armonia tradizionale, anche  se i passaggi lirici vengono a volte seguiti da dissonanze, o interrotti da sezioni di carattere più moderato, inoltre, utilizza spesso tecniche di stampo minimalista; comunque, il suo stile non è mai inquadrabile in una precisa corrente musicale.
Vasks ha una particolare sensibilità per i temi ambientali, e un certo senso per la natura è presente nelle sue opere, come il Quartetto per archi No.2 (1984). Tra le altre opere di rilievo: Cantabile (1979), Musica dolorosa (1984), Bass Trip (2003) per contrabbasso solo, Pater Noster, Viatore, la Sinfonia No.2 e Musica per un amico defunto. Vasks ha scritto cinque quartetti per archi; il quarto (2003) e il quinto (2006) sono stati scritti per il Kronos Quartet.
Vasks ha vinto il Premio Herder della Fondazione Alfred Toepfer (Vienna, 1996), e il Latvian Grand Music Award (1997), quest'ultimo per il suo concerto per violino Tālā Gaisma (1997). Ha ricevuto il Cannes Classic Award nel 2004.
Dal 1994, è membro dell'Accademia Lettone delle Scienze, e nel 2001 è divenuto membro della Accademia reale svedese di musica. Nel 1996 è stato il principale compositore al New Music Festival di Stoccolma, e nel 2006 compositore residente al Festival della Musica e dell'Arte di Presteigne, e del Festival di Vale of Glamorgan, in Gallo